# Star Building
El Star Building es un conjunto residencial formado por tres torres trillizas con planta de forma estrellada, construido en 1975 en el Paseo Marítimo Carmen de Burgos de Almería, España. Su arquitecto fue Fernando Cassinello. Se compone de tres torres de 11 plantas cada una con dos viviendas de dos dormitorios por planta, que totalizan 66 viviendas. Las tres torres están conectadas en su planta baja por un acceso común. Lo curioso de su arquitectura es que las plantas pares están rotadas con respecto a las impares a 45°. Durante un tiempo fue catalogado como el edificio más alto de su ciudad. Como curiosidad, el arquitecto falleció en Madrid el mismo día que el Colegio de Arquitectos le concede el visado al edificio.